# ولادیمیر توگوزوف
ولادیمیر توگوزوف (انگلیسی: Vladimir Toguzov؛ زادهٔ ۳۱ اوت ۱۹۶۶) کشتی‌گیر اهل اوکراین بود.